# Werchter Boutique
Werchter Boutique is een eendagspopfestival gehouden in Werchter.
Werchter Boutique is ontstaan uit het festival Rock Werchter en wordt op dezelfde terreinen georganiseerd. De eerste editie vond er plaats in 2008. De organisatoren richtten zich tot 2011 hoofdzakelijk op families. De editie van 2012 was echter gericht op metalliefhebbers.

## Lijst van optredens
2008James Blunt, Milow, Crowded House, Santana, Doe Maar, Tokio Hotel, Hucknall, Zornik
2009Madonna, Paul Oakenfold
2010Prince, Larry Graham, Mint Condition, Jamie Lidell
2012Metallica, Soundgarden, Mastodon, Channel Zero, Gojira, Ghost
2013Muse, Balthazar, SX
2017Robbie Williams, Tourist LeMC, Marco Borsato, Erasure, Stan Van Samang, Niels Destadsbader
2018Bruno Mars, Oscar and the Wolf, Years & Years, Jessie J, Tom Odell, DJ Rashida, Lil' Kleine
2019Fleetwood Mac, Snow Patrol, Triggerfinger, The Pretenders, Arsenal, Novastar
2020
Editie geannuleerd wegens Coronapandemie.
Voorziene programmatie:
Taylor Swift, 5 Seconds of Summer, Ellie Goulding, Bazart, Loïc Nottet, Zwangere Guy, Brihang
2021Geen editie wegens Coronapandemie.
2022Gorillaz, Stromae, Years & Years, Khruangbin, Arsenal, Blackwave
2023P!nk, OneRepublic, Ellie Goulding, Goldband, Selah Sue, S10
2024Geen editie (kregen geen geschikte line-up rond).
2025Imagine Dragons, Jorja Smith, Bazart, Declan McKenna, Meau, Emma Bale